# Grips-Theater

Grips-Theater i Berlin i Tyskland är en välkänd teater för barn och ungdomar vid Hansaplatz.
Grips-Theater har funnits på Hansaplatz sedan 1974 då man flyttade in där biografen Bellevue tidigare låg. Den ligger i direkt anslutning till tunnelbanestationen.